# Poison of Ages
Poison of Ages è il quarto album in studio del gruppo musicale neozelandese 8 Foot Sativa, pubblicato nel 2007.

## Tracce
1. Emancipate – 3:26
2. Thumbs, Eye-Sockets, Love – 4:36
3. We, the Termites – 3:20
4. Exeunt – 4:43
5. Crosses for Eyes – 4:48
6. Pirates & Capitalists – 6:06
7. The Great Western Cliff-Hanger – 4:55
8. For the Birds – 4:29
9. Napalm Existence – 5:13

## Formazione
- Ben Read - voce
- Gary Smith - chitarra
- Brent Fox - basso
- Steven Westerberg - batteria
- William Cleverdon - chitarra